# 白浜温泉 (千葉県)
白浜温泉（しらはまおんせん）は、千葉県南房総市にある南房総温泉郷の一つ。通称は南房総白浜温泉郷。白浜温泉・白浜飯田屋温泉・白浜野嶋温泉・白浜女来島温泉・白浜湯元温泉・元湯白浜温泉・南房総白浜温泉・へいすけ温泉（乙浜温泉）の総称。白浜南国温泉を含むこともある。海岸沿いは南房総国定公園に指定されている。

## 泉質
- 塩化物泉（一部源泉によっては炭酸水素塩泉、硫酸塩泉などもある[1]）。
  - 源泉温度17 - 23℃。
  - 泉質により源泉の色は無色透明のものや茶褐色のものがある。

以下、日本温泉協会認定の温泉別泉質。
| 白浜温泉       | 塩化物泉           |
| 白浜飯田屋温泉 | 塩化物泉           |
| 白浜野嶋温泉   | 塩化物泉           |
| 白浜湯元温泉   | 塩化物泉           |
| 元湯白浜温泉   | 塩化物泉           |
| 南房総白浜温泉 | 塩化物泉           |
| へいすけ温泉   | 塩化物泉           |
| 白浜女来島温泉 | その他（弱食塩泉） |

## 温泉街
房総半島および関東地方（伊豆諸島・小笠原諸島を除く）の最南端、太平洋に面し年間を通して温暖な太平洋側気候に恵まれており、遠くには伊豆七島を眺望できる景勝地に位置する。海岸沿いは南房総国定公園に指定されている。
周辺は海水浴場や別荘地、レジャー施設、マリンリゾートが多く並び、観光地・避暑地となっている。また、気候が温暖なことから花卉栽培も盛んで花畑が多い。
野島崎の近辺に複数の宿泊施設が存在し、特にリゾートホテルが中心である。日帰りのみの温泉施設もあるが、多くは旅館・ホテルに温泉施設が設置されたものである。なお、南房総白浜温泉には足湯施設なども存在する。
源泉名や宿泊施設での呼称によって温泉名称が異なり、旧白浜町西端の南房総白浜温泉、白浜海岸沿いの白浜飯田屋温泉・白浜野嶋温泉・白浜女来島温泉・白浜湯元温泉・元湯白浜温泉・白浜野島（野嶋）温泉・白浜女来島温泉・白浜南国温泉・へいすけ温泉・乙浜温泉、背後の房総丘陵から湧出する白浜温泉などが存在する。そのため、近隣の温泉を併せて「白浜温泉郷」と呼称されることもある。

## 歴史
第二次世界大戦後、1950年代中期（昭和30年代）に入ると高度経済成長を背景に温泉掘削が増え始め、1954年（昭和29年）には当時の千倉町、白浜町、館山市など、主に南房総地域で温泉掘削が許可された。太平洋岸は南房総の観光中心地域でもあり、温泉開発への投資が活発であった。温泉組合などの組成はなく個人で始めたところが多く、正確な開湯時期は不明である。

## 交通

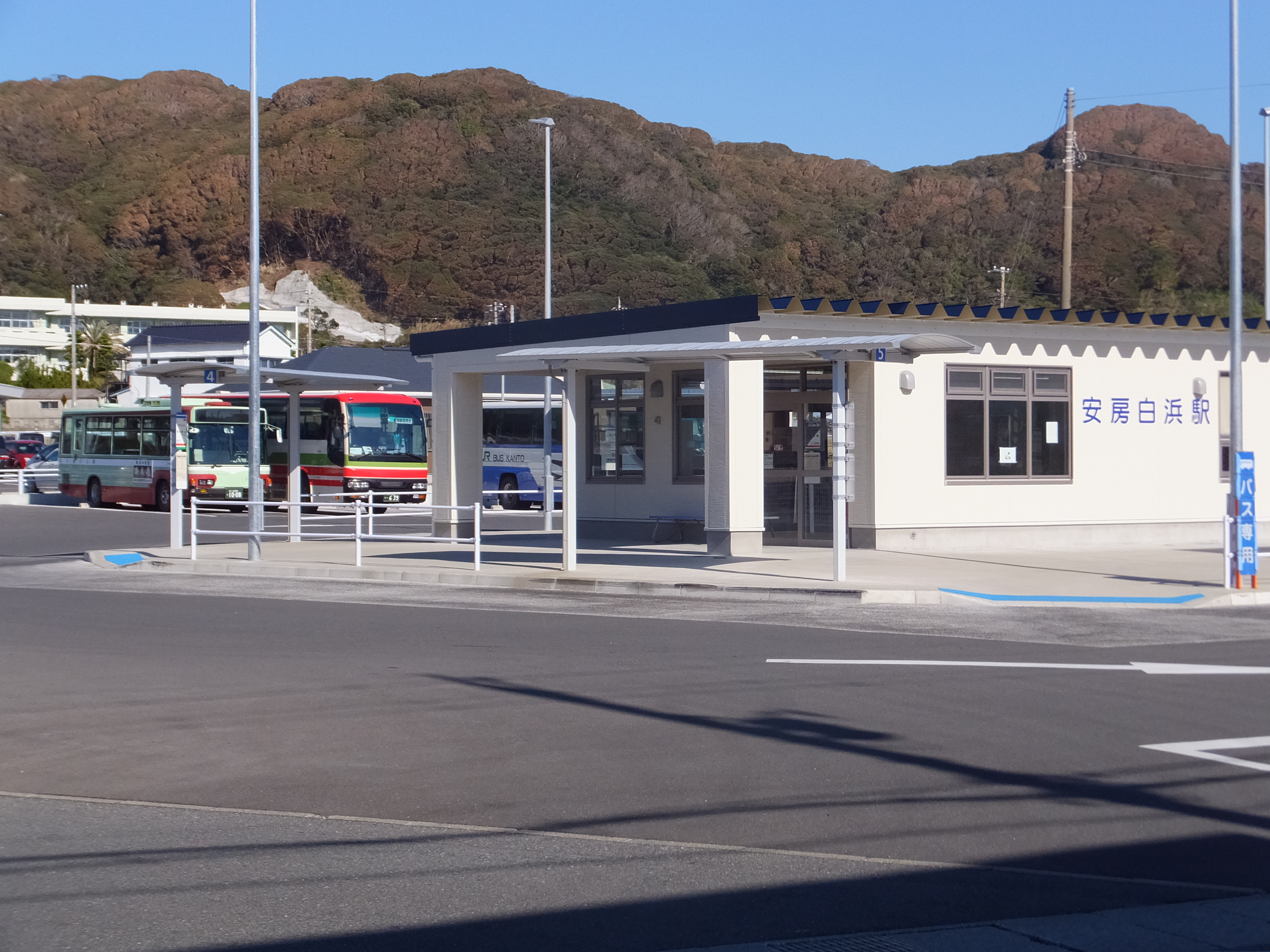
安房白浜駅（バスターミナル）

### 公共交通機関
施設などによって最寄りは異なるが、バスターミナル「安房白浜駅（安房白浜）」が主な最寄りとなる。
- ジェイアールバス関東
  - 南房州本線：館山駅 - 安房神戸 - 安房自然村 - 安房白浜
  - 洲の崎線：館山駅 - 休暇村前 - 坂田・小沼 - 平砂浦ビーチホテル - 伊戸漁港 - 南房パラダイス - 安房自然村 - 安房白浜
- 日東交通
  - 館山駅 - 南総文化ホール前 - 安房地域医療センター - 九重駅前通り - 安東 - 千倉駅 - 寺庭 - 平館車庫 - 安房平磯 - 白間津 - 乙浜 - 安房白浜
  - 館山駅 - 南総文化ホール前 - 安房地域医療センター - 九重駅前通り - 安東 - 千倉駅 - ゆらり - 平館車庫 - 安房平磯 - 白間津 - 乙浜 - 安房白浜

### 高速バス
- 房総なのはな号：東京駅（乗車は八重洲南口、降車は日本橋口） - ハイウェイオアシス富楽里 - とみうら枇杷倶楽部 - 館山駅 - 九重駅前 - 千倉駅前 - 潮風王国 - 白浜郵便局前 - 安房白浜
- 南総里見号：千葉みなと駅・千葉駅 - 木更津羽鳥野BS - 館山駅前 - 安房白浜駅〔日東交通（館山運輸営業所）〕

### 自動車
- 高速道路
- *東京湾アクアライン･館山自動車道「富浦インターチェンジ」
- 一般道路
  - 国道410号
  - 房総フラワーライン
- 駐車場
  - 無料駐車場「白浜野島崎公園駐車場」を始め、海水浴場周辺や各施設ごとに駐車場有

## 周辺情報

### 名所・旧跡
- 野島埼灯台 - 南端に[6]1869年（明治2年）に設置[7]。1998年（平成10年）2月15日に灯台資料展示室「きらりん館」が開館[8]。
- 白浜海岸
- 根本海水浴場
- 厳島神社
- 白浜海洋美術館
- 下立松原神社
- めがね橋
- 杖珠院
- 道の駅白浜野島崎
- 道の駅南房パラダイス
  - アロハガーデンたてやま - 国内最大級の熱帯･亜熱帯動物園・植物園施設。恋人の聖地。
- ポピーの里 館山ファミリーパーク
- 館山カントリークラブ
- 長尾藩陣屋跡 - 2000年（平成12年）10月に発掘調査で遺構を確認[9]。
- 白浜音頭発祥の地公園 - 2001年（平成13年）9月29日に除幕[10]。

### 近隣の温泉
- 千倉温泉
- 南房総岩井温泉
- 館山温泉
- 南総城山温泉

### 祭事・催事
- 海女祭り - 海の安全と豊漁を祈願[11]（7月20日、21日）
- 里見まつり - 南総里見八犬伝を元に観光振興のために始められることになった祭で[12]、10月に開催[13]。
- 白浜音頭全国大会 - 1992年（平成4年）9月26・27日に第1回が開催され[14][15][16][17]、2009年（平成21年）9月まで開催された[18]。房総の魅力500選に選定されている。